# Charles Augustus Fitzroy
Sir Charles Augustus FitzRoy (10 de junio de 1796-16 de febrero de 1858) fue un  aristócrata y oficial de la Armada Británica. Charles era el hijo mayor del general Charles FitzRoy y Frances Mundy. Su abuelo, Augustus FitzRoy, tercer duque de Grafton, era el primer ministro del Reino Unido a partir de 1768 a 1770. El medio hermano Roberto FitzRoy de Charles fue un importante meteorólogo y topógrafo, capitán del Beagle. 

## Biografía
Charles fue educado en la escuela de la Grada en Londres, antes de su enlistamiento en el Real regimiento de caballería del ejército británico a los 16. Participó en la batalla de Waterloo, en donde lo hirieron de mediana gravedad. Viajó a Canadá bajo las órdenes del duque de Richmond en 1818. 
El 11 de marzo de 1820, contrajo matrimonio con Maria Lennox (hija del duque de Richmond), y el mismo año es promovido a capitán. En 1825, lo promovieron a teniente coronel. Y fue al servicio en la Gobernación de El Cabo. Después de servicio de varios años en El Cabo, FitzRoy volvió a Inglaterra, y en 1831 fue elegido como miembro de la Cámara de los Comunes, representando al distrito electoral de Saint Edmunds. Se retiró del parlamento en 1833, y vivió una vida reservada en Suffolk mientras que su familia utilizó su influencia considerable para encontrarle una posición de mérito. De esta forma fue designado como el octavo Teniente-Gobernador de la Isla de Príncipe Eduardo, en la costa de Canadá, en 1837, retornó a Inglaterra en 1841, y poco tiempo después fue hecho Gobernador de las Islas de Sotavento cerca de Indias Occidentales, designado por S.M. Victoria I con el grado de Gobernador de Antigua y Barbuda; cargo que desempeñó entre 1842 y 1845.
Fitzroy es elegido como el décimo gobernador de la colonia de Nueva Gales del Sur, cargo en el que tomó posesión el 2 de agosto de 1846. Después de dieciséis meses en la colonia, murió Marie de FitzRoy, la esposa de Fitzroy, en un accidente de coche el 7 de diciembre de 1847. El Gobernador se volvió loco, consideró la dimisión y el retornar a Inglaterra, pero sus finanzas no se lo permitió. En 1851 dimitió en la gobernación de Nueva Gales del Sur. Pero se mantuvo en el lugar por ocho años. En 1853, Fitzroy fue designado como gobernador de la Tierra de Damien, Australia del sur y Victoria 
El año de 1855 fue un año agitado para Fitzroy. El 28 de enero él salió de Australia y volvió a Inglaterra. El 11 de septiembre, murió su hijo mayor Augustus, quien era capitán en el regimiento real de artillería, durante la guerra de Crimea. El 11 de diciembre, contrajo segundas nupcias, con Margaret Gordon (viuda de un agente de tierra de Melbourne). Murió en Londres el 16 de febrero de 1858 a los 61 años. 
| Predecesor: Sir William MacBean George Colebrooke | Gobernador de Antigua y Barbuda 1842-1846   | Sucesor: James Macaulay Higginson |
| Predecesor: Sir George Gipps                      | Gobernador de Nueva Gales del Sur 1846-1855 | Sucesor: Sir William Denison      |

- Datos: Q560595
- Multimedia: Charles Augustus FitzRoy / Q560595